# Tomas Walsh
Tomas „Tom“ Walsh (* 1. März 1992 in Timaru) ist ein neuseeländischer Leichtathlet, der sich auf das Kugelstoßen spezialisiert hat.

## Sportliche Laufbahn

### Frühe Jahre
Walsh begann im Alter von sieben oder acht Jahren an Kugelstoß- und Diskuswurfwettbewerben teilzunehmen. Er war außerdem ein talentierter Cricket-Spieler und erhielt ein sechsmonatiges Sportlerstipendium am renommierten Winchester College in England. Nachdem er trotz vergleichsweise geringem Trainingsumfang neuseeländischer Jugendmeister mit der Kugel und dem Diskus geworden war, konzentrierte er sich jedoch fortan zunehmend auf die Leichtathletik. Bei den Jugendweltmeisterschaften 2009 in Brixen belegte er den sechsten Platz im Kugelstoßen. Dagegen verpasste er bei den Juniorenweltmeisterschaften 2010 im kanadischen Moncton den Einzug ins Finale. Den Sieg holte sein Landsmann und späterer Dauerrivale Jacko Gill.
2012 gewann Walsh die neuseeländischen Meisterschaften im Kugelstoßen und belegte im Diskuswurf den dritten Platz. Im folgenden Jahr verteidigte er seinen Titel erfolgreich und siegte dieses Mal auch mit dem Diskus. Nachdem er 2013 bereits mehrfach die 20-Meter-Marke im Kugelstoßen überboten hatte, entriss er Gill im Dezember mit einem Stoß auf 20,61 m den neuseeländischen Rekord.

### Aufstieg in die Weltspitze
Der internationale Durchbruch gelang ihm bei den Hallenweltmeisterschaften 2014 im polnischen Sopot. Dort gewann er hinter dem US-Amerikaner Ryan Whiting und dem Deutschen David Storl überraschend die Bronzemedaille. Mit seiner Weite von 21,26 m übertraf er den ozeanischen Hallenrekord des Australiers Scott Martin um 43 Zentimeter und stellte zugleich dessen Freiluftrekord ein. Zwei Wochen später steigerte er seine Freiluftbestleistung in Melbourne auf 21,16 m und verbesserte damit seinen eigenen neuseeländischen Rekord um 55 Zentimeter. Bei den neuseeländischen Meisterschaften in Wellington Ende März schlug er Jacko Gill deutlich und sicherte sich den fünften Titelgewinn in Folge. Ende Juli gewann er bei den Commonwealth Games in Glasgow mit 21,19 m hinter dem Jamaikaner O’Dayne Richards (21,61 m) die Silbermedaille.
2015 wurde Walsh Anfang März zum sechsten Mal in Folge neuseeländischer Meister. Mit einer neuen persönlichen Bestleistung von 21,37 m zwei Wochen später beim World Challenge Meeting in Melbourne setzte er sich vorübergehend an die Spitze der Weltjahresbestenliste. Im Juli gelang ihm beim Werfertag in Mutterstadt eine weitere Steigerung auf 21,50 m. Bei den Weltmeisterschaften in Peking wurde er mit einer neuerlichen Bestleistung von 21,58 m Vierter. Eine Woche später übertraf er diese Leistung bei der IAAF World Challenge in Zagreb um vier Zentimeter und stieß 21,62 m.

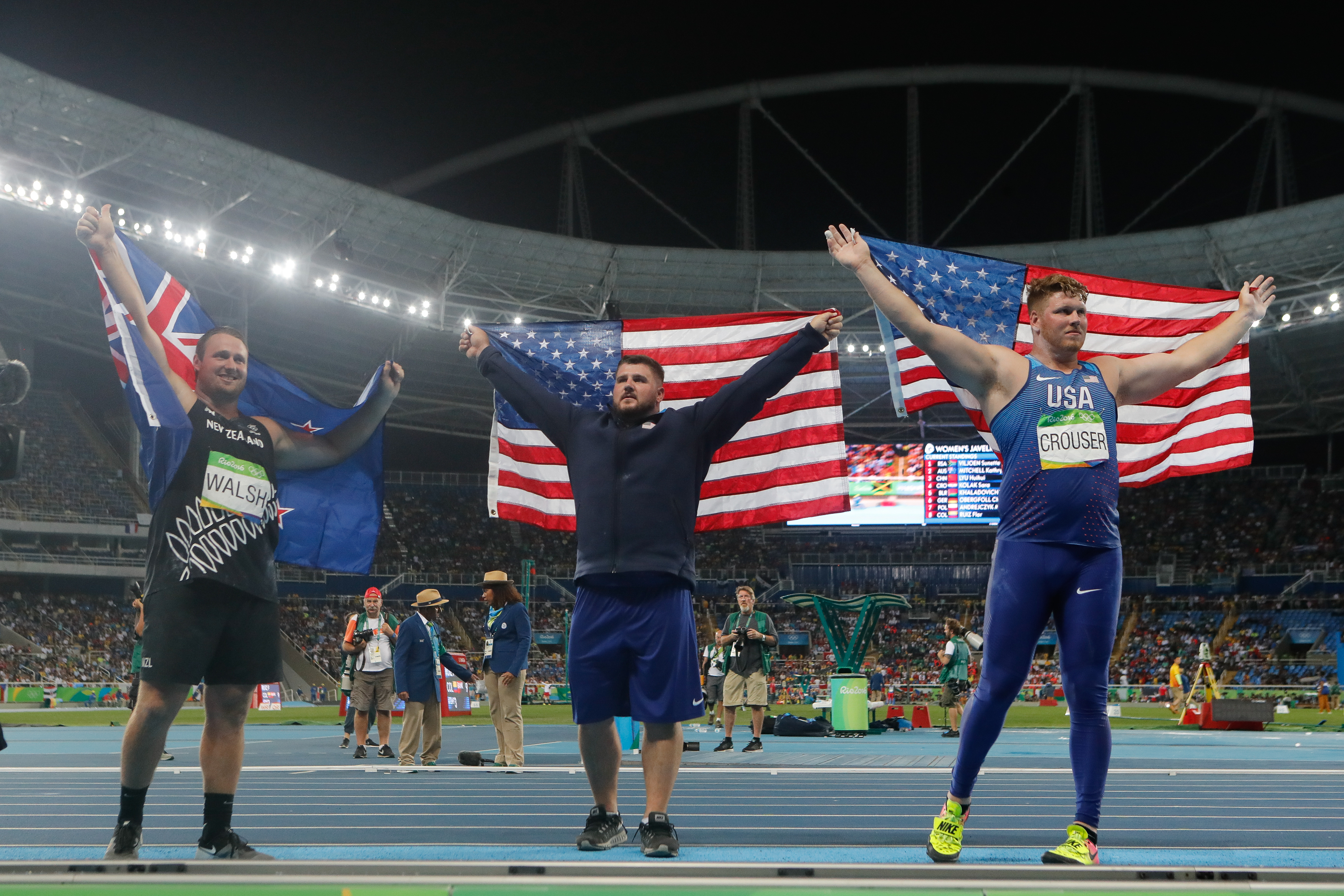
Tomas Walsh (links) bei den Olympischen Spielen 2016

2016 feierte Walsh mit seinem Sieg bei den Hallenweltmeisterschaften in Portland seinen ersten Titelgewinn bei internationalen Meisterschaften. Im Wettkampfverlauf steigerte er seine Hallenbestleistung dreimal auf letztlich 21,78 m. Auch in der Freiluftsaison zeigte er mit zweiten Plätzen beim Shanghai Golden Grand Prix, beim Prefontaine Classic und bei den London Anniversary Games sowie einem Sieg bei der DN Galan in Stockholm konstant gute Leistungen. Bei den Olympischen Spielen in Rio de Janeiro gewann er mit 21,36 m die Bronzemedaille hinter den beiden US-Amerikanern Ryan Crouser (22,52 m) und Joe Kovacs (21,78 m). Neun Tage später traf er beim Meeting de Paris erneut auf Crouser und Kovacs und setzte sich dieses Mal mit einem neuen Ozeanienrekord von 22,00 m durch. Eine weitere Steigerung gelang ihm fünf Tage später bei der Weltklasse Zürich. Hier siegte er mit 22,20 m und gewann damit zugleich die Disziplinenwertung in der IAAF Diamond League.
Zu den Weltmeisterschaften 2017 reiste Walsh zwar als Medaillenkandidat an, aber als Favoriten auf den Sieg galten weiterhin die US-Amerikaner Crouser und Kovacs. Nachdem er bereits in der Qualifikation mit 22,14 m überzeugte, übertraf er jedoch auch im Finale als einziger Athlet die 22-Meter-Marke und siegte mit 22,03 m klar vor Kovacs (21,66 m) und dem Kroaten Stipe Žunić (21,46 m). Obwohl alle Finalteilnehmer hinter ihren Saisonbestleistungen zurückblieben, übertrafen erstmals in der Geschichte sieben Stoßer 21 Meter im selben Wettkampf.
Bei den Hallenweltmeisterschaften 2018 in Birmingham verteidigte Walsh seinen Titel erfolgreich und erzielte mit seiner Siegesweite von 22,31 m einen neuen Meisterschaftsrekord. Am 25. März 2018 steigerte er in Auckland seine Bestleistung auf 22,67 m und rückte damit auf den sechsten Rang in der ewigen Weltbestenliste vor. Bei den Commonwealth Games in Goald Coast Anfang April feierte er seinen nächsten Titelgewinn. Im Finale reichten ihm 21,41 m zum Sieg, nachdem er am Vortag in der Qualifikation noch mit 22,45 m einen Commonwealth-Games-Rekord gestoßen hatte. Weitere Siege gelangen ihm unter anderem bei den Bislett Games in Oslo und bei der Athletissima in Lausanne sowie beim Diamond-League-Finale in Zürich.
Bei den Olympischen Spielen in Tokio gewann er erneut die Bronzemedaille mit einer Weite von 22,47 m, wieder hinter Ryan Crouser (23,30 m) und Joe Kovacs (22,65 m).

## Bestleistungen
- Kugelstoßen: 22,90 m, 5. Oktober 2019, Doha (Ozeanienrekord)
  - Halle: 22,31 m, 3. März 2018, Birmingham (Ozeanienrekord)